# Jan Dawidowski (zm. 1512)
Jan Dawidowski herbu Prus III (zm. w 1512 roku) – sędzia lwowski w latach 1509–1512, podsędek lwowski w latach 1502–1509.
Poseł na sejm piotrkowski 1504 roku z województwa ruskiego.